# استان لوهانسک
استان لوهانسک (به اوکراینی: Луганська область) از استان‌های رسمی شرقی اوکراین است که از ژوئن ۲۰۲۵ میلادی به طور کامل تحت کنترل جمهوری خلق لوهانسک طرفدار دولت روسیه است.
مرکز این استان شهر لوهانسک می‌باشد.
در سال ۲۰۱۴ و پس از جدا شدن کریمه از اوکراین، روز ششم آوریل ۲۰۱۴ هواداران روسیه در سه استان لوهانسک، دونتسک، و خارکف اقدام به تصرف ساختمان‌های دولتی کرده و خواستار برگزاری همه‌پرسی در مورد پیوستن این استان‌ها به روسیه شدند. در ادامه این تحولات در روز ۱۱ ماه مه سال ۲۰۱۴ استان لوهانسک شاهد برگزاری همه‌پرسی کسب استقلال از کی یف بود که در این همه‌پرسی بیش از ۹۶ درصد رای‌دهندگان به خودمختاری لوهانسک رای دادند.

## شهرهای استان لوهانسک

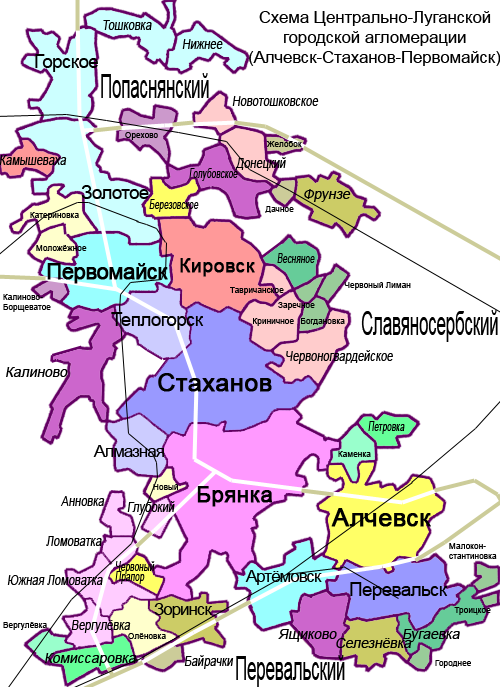

| - آلمازنا - موسینسک - اولکساندریفسک - زورینسک - پریویلیا - نووودروژسک - آرتمیفسک - زیموهیریا - هیرسکه - تپلوهیرسک - شاستیا - واخروشفه - پتروفسکه | - چروونوپارتیزانسک - زولوته - لوتوهینه - اسواتوفه - استاروبیلسک - سوخودیلسک - کرمینا - مولودوهواردیسک - پوپاسنا - پروالسک - کیروفسک - پروومایسک | - کراسنودوم - روونکی - بریانکا - آنتراتسیت - روبیژنه - اسوردلوفسک - استاخانوف - کراسنیی لوچ - لیسیچانسک - آلچفسک - سیورودونتسک - لوهانسک |  |